# Guldbaggegalan 1970
Den sjunde Guldbaggegalan, som belönade svenska filmer från 1969 och 1970, hölls den 26 oktober 1970.

## Vinnare
| Högsta kvalitetspoäng                             | Bästa regi                               |
| ------------------------------------------------- | ---------------------------------------- |
| - En kärlekshistoria (2,8) - Misshandlingen (2,8) | - Lars Lennart Forsberg – Misshandlingen |
| Bästa skådespelerska                              | Bästa skådespelare                       |
| - Anita Ekström – Jänken                          | - Carl-Gustaf Lindstedt – Harry Munter   |
| Juryns specialbagge                               |                                          |
| - Harry Schein                                    |                                          |